# 1958年の東映フライヤーズ
1958年の東映フライヤーズでは、1958年の東映フライヤーズの動向をまとめる。
この年の東映フライヤーズは、この年から監督専任となった岩本義行監督の3年目のシーズンである。

## 概要
前年、45歳になっても本塁打を放つなど長打力は健在だった岩本監督だが、前年限りで引退し監督に専念。毎日と大映の合併でようやく6球団となったこの年、チームはハワイからの助っ人・ジャック・ラドラが入団。前年から加入のスタンレー橋本とともにハワイからの助っ人がチームの主力となった。投手陣はこの年頭角を現した土橋正幸や西田亨や久保田治などが先発陣の一角に入り、打撃陣でも西園寺昭夫が三塁のレギュラーに、山本八郎が捕手ながらも4番を打つなど1962年の初優勝メンバーがチームの中心となった。コーチ陣も一新され、前年まで大映の監督となった松木謙治郎が東映のヘッドコーチに就任。チームは4月に首位の南海と3ゲーム差と好調だったが、5月以降は成績が低下。オールスターには土橋や西田、ラドラなど5選手が選ばれるなど人気も上昇したが、最終的には優勝した西鉄に22ゲームも付けられて5位となった。対戦成績は優勝の西鉄に13勝12敗1分と勝ち越したが、2位の南海には7勝19敗と大きく負け越した。シーズンオフには山本の浪商の後輩である張本勲を巨人との争奪戦の末獲得し、翌年のAクラス入りにつながることになる。

## チーム成績

### レギュラーシーズン
| 1 | 中 | ラドラ         |
| 2 | 二 | 松岡雅俊       |
| 3 | 右 | 毒島章一       |
| 4 | 捕 | 山本八郎       |
| 5 | 左 | 吉田勝豊       |
| 6 | 一 | スタンレー橋本 |
| 7 | 三 | 西園寺昭夫     |
| 8 | 遊 | 前川忠男       |
| 9 | 投 | 牧野伸         |

| 順位 | 4月終了時 | 4月終了時 | 5月終了時 | 5月終了時 | 6月終了時 | 6月終了時 | 7月終了時 | 7月終了時 | 8月終了時 | 8月終了時 | 最終成績 | 最終成績 |
| ---- | --------- | --------- | --------- | --------- | --------- | --------- | --------- | --------- | --------- | --------- | -------- | -------- |
| 1位  | 南海      | --        | 南海      | --        | 南海      | --        | 南海      | --        | 南海      | --        | 西鉄     | --       |
| 2位  | 西鉄      | 1.0       | 西鉄      | 3.5       | 阪急      | 5.5       | 阪急      | 6.5       | 阪急      | 3.0       | 南海     | 1.0      |
| 3位  | 東映      | 3.0       | 阪急      | 4.0       | 西鉄      | 6.5       | 西鉄      | 10.5      | 西鉄      | 3.0       | 阪急     | 4.5      |
| 4位  | 大毎      | 5.0       | 大毎      | 4.5       | 大毎      | 9.5       | 大毎      | 12.5      | 大毎      | 13.5      | 大毎     | 16.0     |
| 5位  | 阪急      | 7.5       | 東映      | 7.5       | 東映      | 12.5      | 東映      | 17.0      | 東映      | 14.0      | 東映     | 22.0     |
| 6位  | 近鉄      | 10.5      | 近鉄      | 19.5      | 近鉄      | 29.0      | 近鉄      | 37.5      | 近鉄      | 38.5      | 近鉄     | 49.5     |

| 順位 | 球団               | 勝 | 敗 | 分 | 勝率 | 差   |
| 1位  | 西鉄ライオンズ     | 78 | 47 | 5  | .624 | 優勝 |
| 2位  | 南海ホークス       | 77 | 48 | 5  | .616 | 1.0  |
| 3位  | 阪急ブレーブス     | 73 | 51 | 6  | .589 | 4.5  |
| 4位  | 毎日大映オリオンズ | 62 | 63 | 5  | .496 | 16.0 |
| 5位  | 東映フライヤーズ   | 57 | 70 | 3  | .449 | 22.0 |
| 6位  | 近鉄パールス       | 29 | 97 | 4  | .230 | 49.5 |

## オールスターゲーム1958
| ファン投票 | スタンレー橋本 | ラドラ |          |
| 監督推薦   | 土橋正幸       | 西田亨 | 毒島章一 |

## できごと
- 4月5日 - 南海ホークス戦、杉山光平が二出川延明球審の判定に抗議し、暴言を吐いたため退場処分。
- 4月6日 - 南海ホークス戦のダブルヘッダー第2試合、小雨の中行われ、8回裏に東映が1点返して3対4、なお無死三塁のチャンスに井野川利春球審は「コールドゲーム」の宣告。これに東映選手やファンは激怒し大混乱。
- 5月10日 - 南海ホークス戦、6回裏に山本八郎は遊ゴロ、ショート・広瀬叔功の送球は右へそれるが角田隆良塁審の判定はアウト。これに激怒した山本は角田塁審を突き飛ばして退場。山本は一旦一塁ベンチへ戻るが、角田塁審の顔を見るなり怒りがわき上がって再び角田塁審を殴り倒す。後日山本は「無期限出場停止」処分が科せられる（6月23日解除）。

## 表彰選手
| リーグ・リーダー |
| ---------------- |
| 受賞者なし       |

| ベストナイン   | ベストナイン | ベストナイン |
| 選手名         | ポジション   | 回数         |
| -------------- | ------------ | ------------ |
| スタンレー橋本 | 一塁手       | 初受賞       |
| 毒島章一       | 外野手       | 2年連続2度目 |